# Yulianna Yuschanka
Yulianna Yuschanka (parfois russifié en Yulyana Yushchanka) (née le 14 août 1984) est une athlète biélorusse, spécialiste du 200 et du 400 m. Elle mesure 1,73 m pour 56 kg. Son club est de Brest Litovsk.

## Meilleurs temps
- 100 m : 	11 s 87 	+0.7 	2 	Sopot	19 Aug 2006
- 200 m :	23 s 83 	 +1,2 	2 	NC	Grodno	6 Jul 2007
- 400 m : 51 s 01 	1re 	Stayki	11 Aug 2007